# Ambasada Palestyny w Polsce
Ambasada Palestyny w Polsce, oficjalnie Ambasada Państwa Palestyny w Warszawie (arab. ‏سفارة دولة فلسطين في بولندا‎, trl. sfārť dūlť flsṭīn fī būlndā) – palestyńska placówka dyplomatyczna znajdująca się przy ul. Idzikowskiego 7/9 w Warszawie.

## Siedziba
Pierwsze przedstawicielstwo Organizacji Wyzwolenia Palestyny, niemające statusu misji dyplomatycznej, otwarto w Warszawie w 1976. Stosunki dyplomatyczne nawiązano w 1982, a w 1989 zmieniono nazwę placówki OWP na Ambasadę Państwa Palestyny. W 1980 przedstawicielstwo mieściło się przy ul. Marszałkowskiej 77/79, od 1981 przy ul. Starościńskiej 1, od 2014 przy ul. Idzikowskiego 7/9, wcześniej siedzibie Wydziału Handlowego Ambasady Austrii (do 2011?).